# Knesselare
Knesselare é um município belga localizado na província de Flandres Oriental. O município é constituído pelas vilas de Knesselare e Ursel. Em 1 de Janeiro de 2006, o município tinha uma população de 7.885 habitantes, uma área total de 37,27 km² correspondendo a uma densidade populacional de 212 habitantes por km².
O nome do município deriva das palavras germânicas "klisse" (herb) e "laar", (um terreno de matagal húmido).

## Vilas fronteiriças
O município faz fronteira com as seguintes vilas:
- a. Maldegem
- b. Adegem (Maldegem)
- c. Oostwinkel (Zomergem)
- d. Zomergem
- e. Bellem (Aalter)
- f. Aalter
- g. Sint-Joris (Beernem)
- h. Oedelem (Beernem)

## Deelgemeenten
O município de Knesselare é constituído por duas deelgemeenten

### Mapa

Mapa do município de Knesselare e vilas vizinhas. As áreas amareladas são urbanas.

### Tabela
| #  | Nome       | Área  | População (2002) |
| -- | ---------- | ----- | ---------------- |
| I  | Knesselare | 16,55 | 5163             |
| II | Ursel      | 20,72 | 2673             |

## Evolução demográfica
Fonte:NIS